# Gaudete (tradition)
Le Gaudete est le premier terme (l'incipit) latin de l'introït du troisième dimanche de l'Avent. Ce mot, signifiant Réjouissez-vous (impératif, deuxième personne du pluriel), se distingue en raison d'une caractéristique particulière de ce dimanche dans la période de l'Avent. Celui-ci donnait naissance à de nombreuses œuvres.  
Le mot correspond au terme Laetare du quatrième dimanche de Carême mettant le même sens ainsi que la même fonction. 

## Tradition dans la liturgie

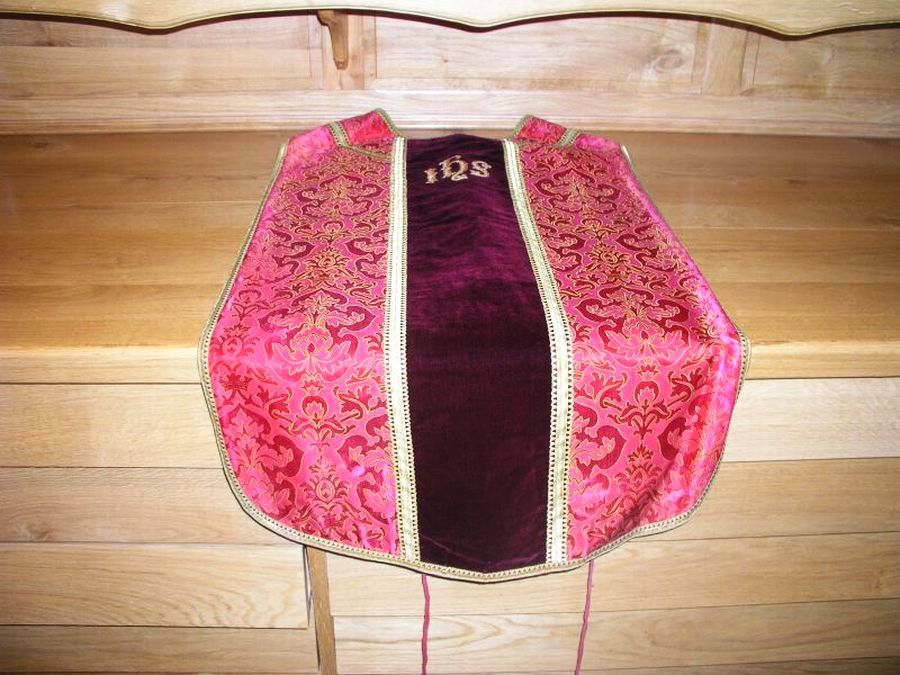

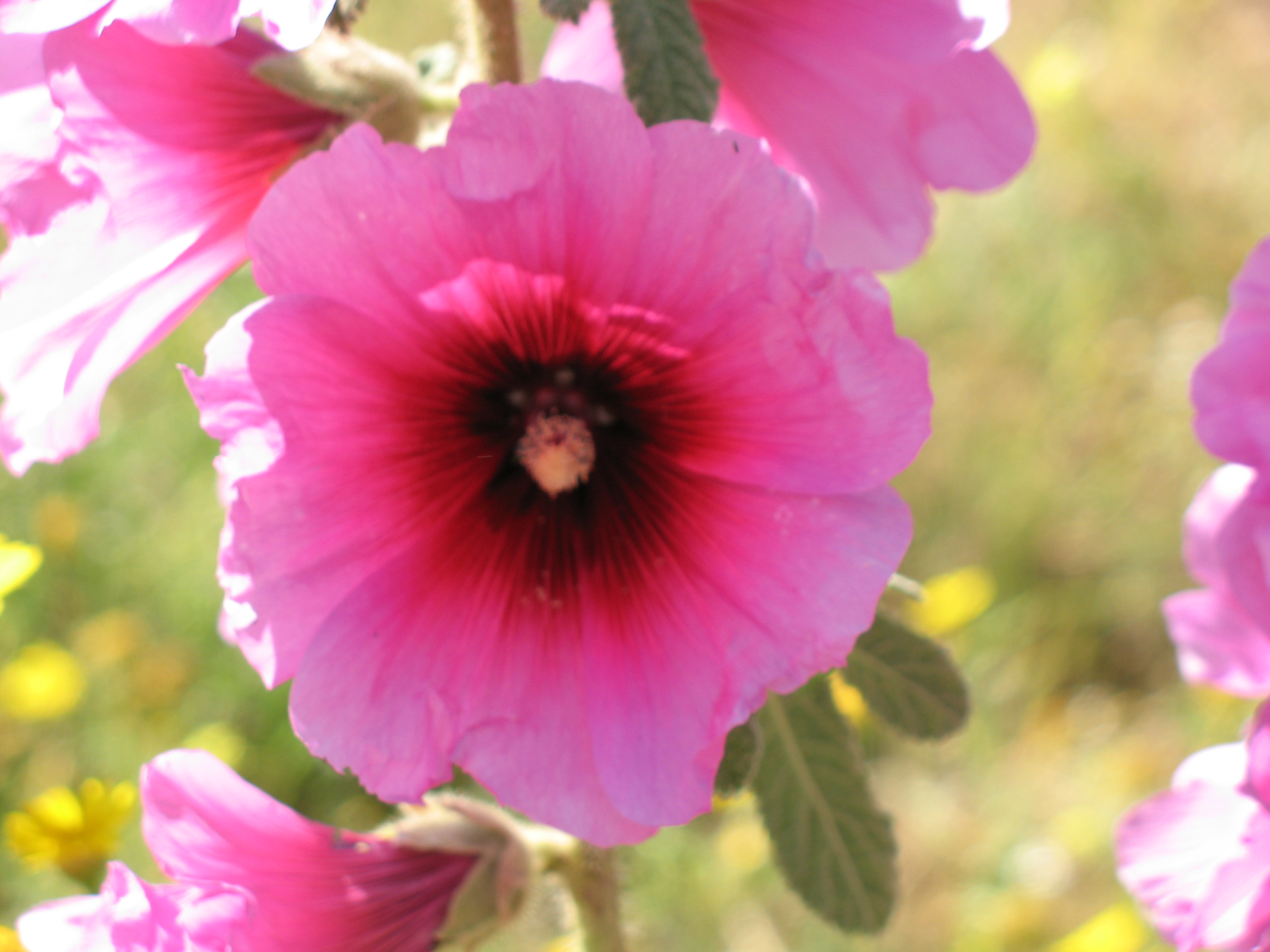
Des décorations florales en rose sont symboliquement autorisées, ce jour-là, dans l'église catholique.

En tant que pause au milieu de l'Avent, ce dimanche se distingue de sa caractéristique joyeuse. Il s'agit d'une anticipation partielle de Noël. 
Dans cette optique, d'une part, des vêtements et ornements roses au lieu des vêtements violets sont utilisés, exceptionnellement avant la Nativité. D'autre part, il est recommandable que, lors de la célébration, on joue l'orgue avec les pièces joyeuses. Ces moyens symbolisent et amplifient la célébration de ce dimanche.

## Œuvres spirituelles

### Texte biblique concerné
« Réjouissez-vous toujours dans le Seigneur, de nouveau je le dirai :  Réjouissez-vous. Que votre affabilité soit connue de tous les hommes. Le Seigneur est proche. »

— Épître de Paul aux Philippiens, IV:4-6

## Œuvres artistiques

### Musique

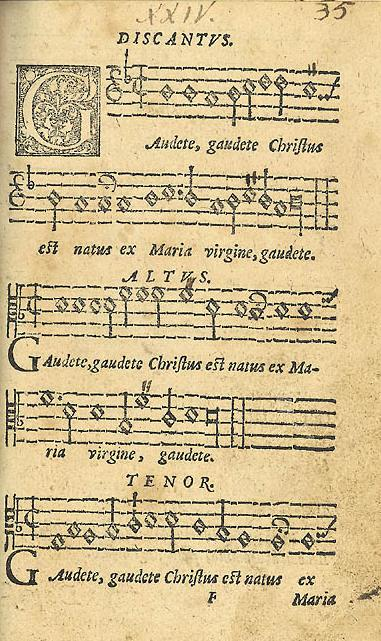
Notation de Gaudete à 4 voix dans les Piæ cantiones.

Depuis le Moyen Âge, le chant Gaudete a été si populaire qu'on l'a souvent exécuté en chœur, au lieu de la version originale, en monodie, de l'introït grégorien. D'ailleurs, la mélodie de ce dernier a été utilisée dans plusieurs messes parodies. Parmi elles, celle de Josquin des Prés a été faussement attribuée à Johannes Ockeghem. Mais sa publication à Venise en 1502 a bien été confirmée.

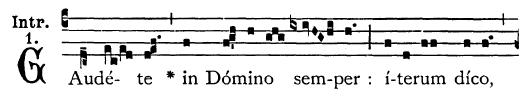
Introït, mélodie originale.

#### Moyen Âge et Renaissance
- Roland de Lassus (1532 - † 1597) : motet Fratres, gaudete in Domino (1585) dans ses Cantica sacra sex et octo vocibus (Cantiques sacrés à 6 et 8 voix)[3] [exemple en ligne]
- Giaches de Wert (1535 - † 1596) : motet Gaudete in Domino (1581) dans le Il secondo libro de motetti[4]
- Gaudete, dans les Piæ cantiones (1582) [écouter en ligne avec notation]

#### Messe parodie
- Thomas Pack(e) (14.... - † 15....) : Mass Gaudate in Domino (an English Lady mass) (entre 1487 et 1499)[5]
- Josquin des Prés (vers 1440 - † vers 1521) : Missa Gaudeamus (1502)[2]
- Jean Mignon (vers 1640 - † 1708) : Missa quatuor vocibus ad imitationem moduli « Gaudete in Domino semper » à 4 voix[6] [manuscrit en ligne]
- François Giroust (1738 - † 1799) : Missa Brevis Gaudate in Domino semper à 5 voix (1775), pour le sacre du roi Louis XVI[7] [écouter extraits en ligne]

## Héraldique ecclésiastique
Plusieurs religieux ont choisi cet incipit liturgique pour leurs héraldiques ecclésiastiques :

Archevêque Francesco Gioia.
Évêque Xavier Salinas Viñals (Majorque)
Archevêque Joseph William Tobin (Indianapolis)

### Dictionnaire en ligne
- Robert Le Gall, Dictionnaire de liturgie : Gaudete